# Refuge de Prat Primer
Le refuge de Prat Primer est un refuge d'Andorre situé dans la paroisse d'Andorre-la-Vieille à une altitude de 2 235 m.

## Toponymie
Prat désigne en catalan un « pré » et provient du latin pratum de même signification,.
Primer est fréquemment utilisé dans la toponymie andorrane pour différencier deux éléments de même nature (étangs, pâturages ...) mais situés à des altitudes différentes par exemple dans une vallée. Primer signifiant littéralement « premier » en catalan désigne alors l'élément le plus bas situé. Le terme provient du latin primarius de même signification.

## Randonnée
Inauguré en 1981 et propriété du Govern d'Andorra,, le refuge est ouvert toute l'année, et possède une capacité de 6 couchages,.
Le refuge est accessible depuis La Comella, ou depuis le refuge de Claror (par la Collada de Prat Primer).
Le riu de Prat Primer coule à proximité du refuge. Le pic de les Ascaldes surplombe le refuge.